# Al-Hajar al-Aswad
Pour les articles homonymes, voir Hajar.
Al-Hajar al-Aswad (en arabe : الحجر الأسود) est une ville du gouvernorat de Rif Dimachq, en Syrie. Elle constitue l'une des banlieues sud de Damas.
Le nom de la ville signifie « la pierre noire » en français.
Pendant la guerre civile syrienne, lors de la bataille de la Ghouta orientale, le quartier est pris par les rebelles en 2012. En juillet 2014, les djihadistes de l'État islamique s'emparent d'une partie du quartier d'Al-Hajar al-Aswad après avoir été expulsés de la Ghouta orientale par les rebelles,. L'armée arabe syrienne reprend le contrôle du quartier en mai 2018.